# Аюрова, Ольга Дашиевна
О́льга Даши́евна Аю́рова — российская бурятская оперная певица, Народная артистка Бурятской АССР (1987), Заслуженная артистка РСФСР (1990), солистка Бурятского академического театра оперы и балета имени Г. Ц. Цыдынжапова.

## Биография
Родилась 27 августа 1952 года в п. Нижнеангарск Северо-Байкальского района Бурятской АССР. Выросла в с. Алтачей Бичурского р-на Бурятской АССР. 
Училась в Ленинградской государственной консерватории имени Н.А. Римского-Корсакова, которое окончила в 1981 году. Вернувшись на родину Ольга Аюрова стала солисткой оперы в Бурятском театре оперы и балета. 
В 1984 году Ольга Аюрова приняла участие во Всесоюзном конкурсе вокалистов имени Михаила Глинки, где получила признание как камерная певица, получив I место в номинации «Камерное пение». Еще  она была удостоена  специального диплома «За лучшее исполнение романсов М.И. Глинки». После певица была приглашена художественным руководителем Симфонического оркестра Е. Мравинским принять участие в выступлениях его оркестра. В 1985году Ольга Аюрова выступила в качестве приглашенного  гостя на Всемирном фестивале камерной музыки в г. Тбилиси.
В 1986 году приняв участие в VIII Международном конкурсе молодых исполнителей им. П.И. Чайковского, Ольга Аюрова стала  дипломантом.
В 1987году певица приняла участие в  ежегодном международном Шаляпинском фестивале  в  Казани, где на сцене Татарского академического государственного театра оперы и балета им. Мусы Джалиля спела  партию Марины Мнишек в опере М.П.Мусоргского "Борис Годунов" .
Ольга Аюрова побывала на гастролях вместе с театром во многих городах Советского Союза. Ее меццо-сопрано могли услышать любители оперы в Монголии, Японии, Франции, Китая и Южной Кореи.
Народный артист СССР Иван Козловский сказал:

Я много лет пою на сцене, но никогда ещё не видел столь блистательной Кончаковны, какую показала Ольга Аюрова!— 
В 1987 году за вклад в развитие бурятского оперного искусства была удостоена звания Народной артистки Бурятской АССР. А в 1990 году ей было присвоено звание Заслуженной артистки РСФСР.  
В дальнейшем Ольга Аюрова преподавала на кафедре культурологии и социокультурной антропологии Восточно-Сибирского государственного университета технологий и управления.
Сейчас, выйдя на пенсию, вырастила двух внуков. Проживает в г. Улан-Удэ.

## Театральные роли
- Марина Мнишек - «Борис Годунов» М. Мусоргского
- Маддалена  - «Риголетто» Д. Верди
- Любаша - «Царская невеста» Н. Римского-Корсакова
- Ольга - «Евгений Онегин» П. Чайковского
- Полина и Графиня - «Пиковая дама» П. Чайковского
- Кармен - одноимённая опера Ж. Бизе
- Амнерис - «Аида» Д. Верди
- Азучена - «Трубадур» Д. Верди
- Кончаковна - «Князь Игорь» А. Бородина.

## Награды и звания
- Заслуженная артистка РСФСР (1990)
- Народная артистка Бурятской АССР (1987)
- Лауреат первой премии Всесоюзного конкурса вокалистов им. М. Глинки (1984)
- Дипломант VIII Международного конкурса молодых исполнителей им. П. Чайковского (1986)